# Peter Šorli
Peter Šorli, slovenski rimskokatoliški duhovnik, * 19. januar 1902, Grahovo ob Bači, † 14. julij 1988, Trst.
Med letoma 1927 in 1943 je bil duhovnik na italijansko zasedenem slovenskem ozemlju, kjer so ga Italijani preganjali zaradi proslovenskega delovanja (pridigal in učil v slovenščini, razdeljeval slovenski verski tisk, zavračal italijanske ukaze,...). Partizani so ga tudi kmalu začeli preganjati pod pretvezo, da je organizator »izdajalske domobranske vojne«. Zato je pobegnil v Trst, kjer se je pridružil prozahodnemu odporniškemu gibanju. 2. oktobra 1944 so ga Nemci ujeli in ga 13. novembra poslali v KZ Dachau (skupaj z njim so bili zaprti Ladislav Piščanc, Rafael Premrl in Josef Beran).